# Notodden skysstasjon
 Ikke at forveksle med Notodden Station.
Notodden skysstasjon, tidligere Notodden kollektivterminal, er en busterminal i byen Notodden i Norge, der blev indviet 24. september 2002. 25. august 2004 blev den desuden taget i brug som jernbanestation, da den erstattede Notodden Station som endestation for togene på Bratsbergbanen, men denne funktion blev imidlertid flyttet tilbage i august 2015. I stedet kører der shuttlebusser mellem busterminalen og stationen i forbindelse med togene.
Udover lokalbusserne, der køres af Nettbuss på kontrakt med Telemark fylkeskommune (Farte), trafikeres busterminalen også af NOR-WAY Bussekspress rute NW180 Haukeliekspressen (Telemark Bilruter/Tide Buss) og NW185 Rjukanekspressen (Tinn Billag), og Nettbuss express rute NX1 (Nettbuss).
Terminalen ligger for enden af et ca. 800 m langt spor, der grener fra ved Notodden Stations østlige indkørsel, og ca. 50 m vest for byens første station. Der er ingen bemanding og kun et enkelt spor uden elektrificering. Togtrafikken blev flyttet tilbage til Notodden Station 10. august 2015, da der ikke var midler til en elektrificering. Noget der ellers ville være nødvendigt, da de dieseldrevne tog af type Y1 fra den dato blev erstattet af de elektriske type 69. Efterfølgende afgav Stortingets transportudvalg en indstilling i december 2015, der indebar penge til en elektrificering af sporet til terminalen.
Terminalen blev oprindeligt bygget uden faciliteter for passagerer og kun med bænke og små overdækninger uden vægge ved busstoppestederne. 11. april 2014 åbnede der imidlertid en terminalbygning med ventesal, informationstavler og toiletter. Samtidig blev navnet ændret fra Notodden kollektivterminal til Notodden skysstasjon.